# فیتول
فیتول (به انگلیسی: Phytol) یک ترکیب شیمیایی با شناسه پاب‌کم ۵۲۸۰۴۳۵ است. 